# Rasa del Soler
La Rasa del Soler és un torrent que aboca les seves aigües al Cardener per la seva riba dreta a 453 msnm enfront de la Rabassa. El torrent, que neix a l'est de la masia del Soler de Clariana, transcorre íntegrament pel terme municipal de Clariana de Cardener, al Solsonès.

## Xarxa hidrogràfica
La xarxa hidrogràfica de la Rasa del Soler està integrada per 2 cursos fluvials que sumen una longitud total de 1.991 m.